# ヒワの聖母

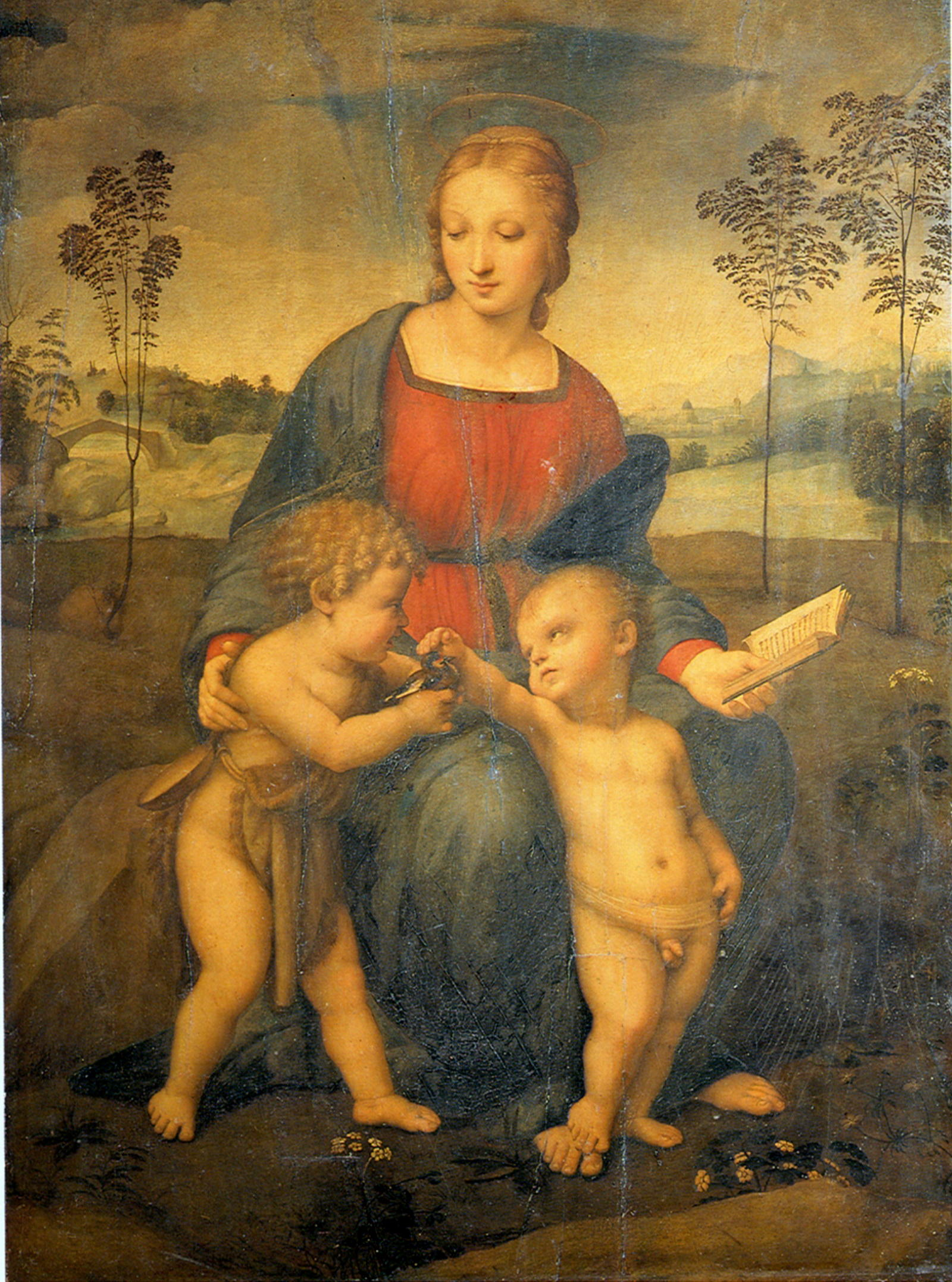
修復前の絵画。

『ヒワの聖母』（ヒワのせいぼ、鶸の聖母, 伊: Madonna del cardellino、英: Madonna of the Goldfinch）は、イタリアのルネサンス期の画家ラファエロによる、1505年から1506年ごろの板上の油彩画である。作品は、ラファエロの友人で1505年に結婚したばかりのロレンツォ・ナーシ (Lorenzo Nasi) のために描かれたので、制作年もその時期であろうと考えられる。17世紀にジャンカルロ・デ・メディチ枢機卿のコレクションに入り、現在は フィレンツェのウフィツィ美術館に所蔵されている。2008年に10年間の修復作業が完了し、その後、絵画は美術館に戻された。修復中には、古い時代の複製が本来の絵画に取って代わって美術館に置かれていた。

## 画家
ラファエロは、ミケランジェロとレオナルド・ダ・ヴィンチとともに盛期ルネサンスの「巨匠」と見なされている。画家は1483年に生まれ、1520年に亡くなったので、わずか37年しか生きなかった。その比較的短い生涯にもかかわらず、生きている間中は非常な影響力があった。画家は、さまざまな媒体で膨大な量の作品を制作し、建築、版画、絵画、素描の面で活動的であった。画家としての人生の前半に北イタリアを旅して何年も過ごし、そこで見たフィレンツェの様式に影響を受け、この時期はフィレンツェ時代と呼ばれた。その後、1508年に画家はローマに移り、そこで制作し続けた。注文の多くは、画家の最も有名な作品の一つである『アテネの学堂』の描かれたバチカン宮殿からのものであった。教会との関係により、ラファエロとミケランジェロは芸術家としての生涯を通じて激しいライバルであり、同じ注文をめぐって競争することがよくあった。

## 背景
ラファエロの聖母子画にはさまざまなヴァリエーションがあるが、フィレンツェ時代に最も完成した表現を見せたのは、聖母マリア、幼子イエス・キリストに幼児洗礼者ヨハネを加えた3人の組み合わせである。なお、ヨハネはフィレンツェの守護聖人であったので、フィレンツェで依頼を受けた作品にヨハネを描きいれることはほとんど義務的なことであった。
石の台座に腰をおろした聖母マリアと2人の幼児というこの組み合わせは、聖母の頭部を頂点とする安定したピラミッド型構図を作るのにきわめて適しており、画家は風景の中の群像構成の最も完成した形式を生み出した。このピラミッド型構図は、ラファエロが当時フィレンツェにいたレオナルドから学んだものであり、レオナルドの『岩窟の聖母』（ルーヴル美術館）などの作品で見ることができる。しかし、レオナルドのピラミッド型構図が正三角形であるのに対し、ラファエロのそれは二等辺三角形をなしている。
本作とほぼ同時期に制作された『牧場の聖母』 (美術史美術館、ウィーン) や『美しき女庭師』 (ルーヴル美術館) も、2人の幼児に聖母が取り囲まれている構図をとっている。これら3作すべてに共通する特徴がほかにもいくつかある。聖母は赤と青の服を着ており、同じ3人の人物が描かれている。また、自然の背景、本、十字架、または実際にはゴシキヒワの表現による教会とのつながりも然りである。

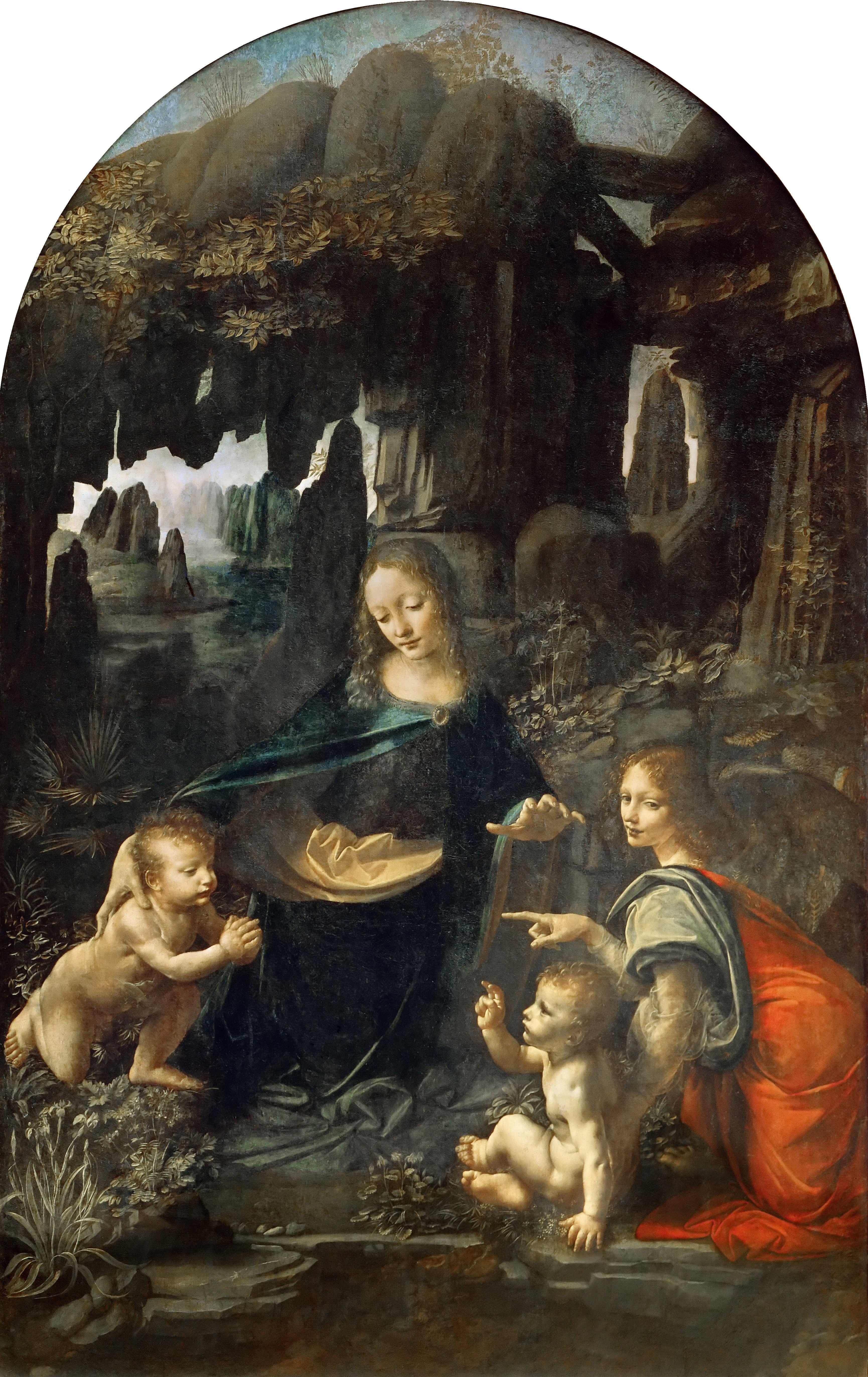
レオナルド『岩窟の聖母』 (1483-1486年、ルーヴル美術館)
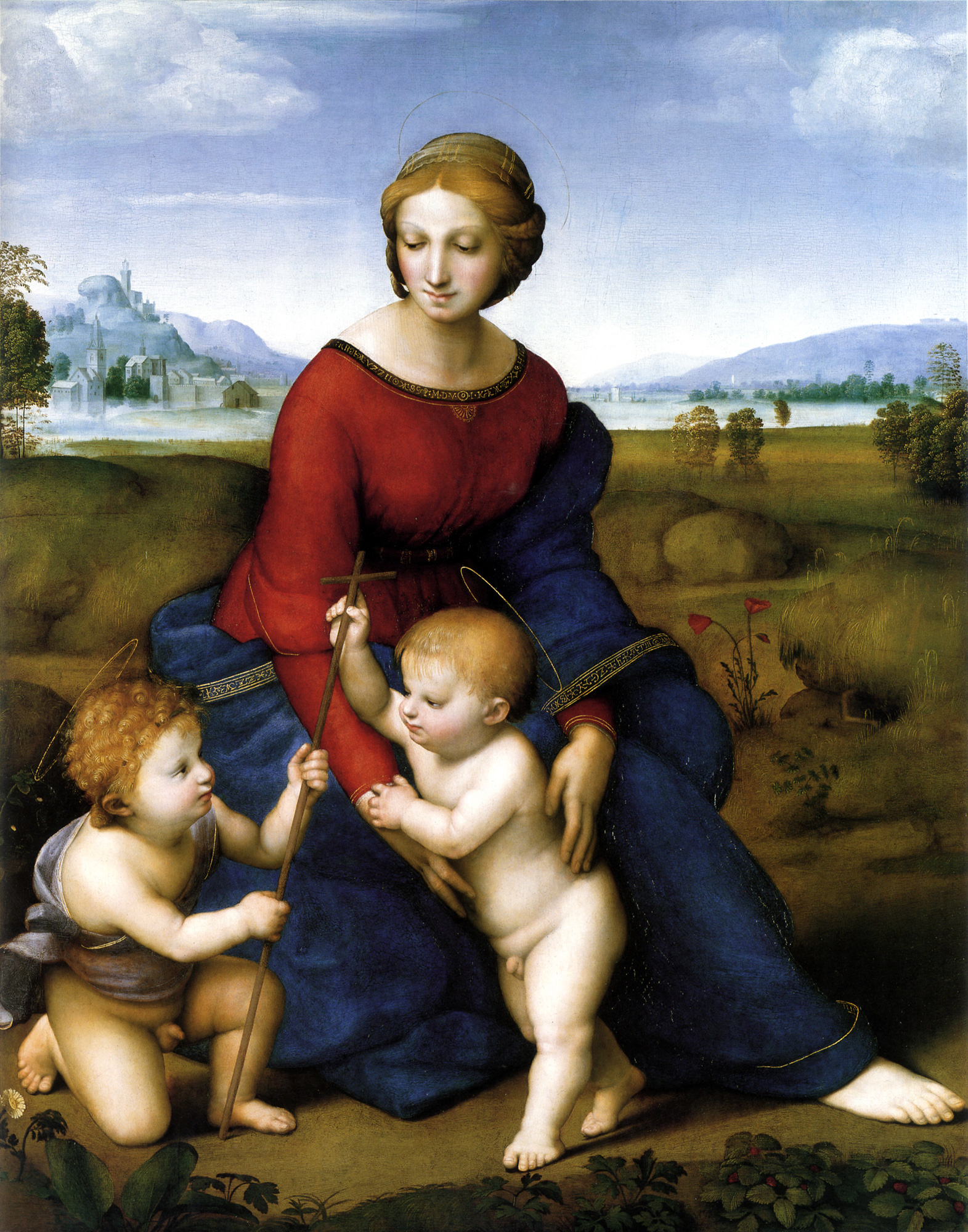
ラファエロ『牧場の聖母』 (1506年、美術史美術館)
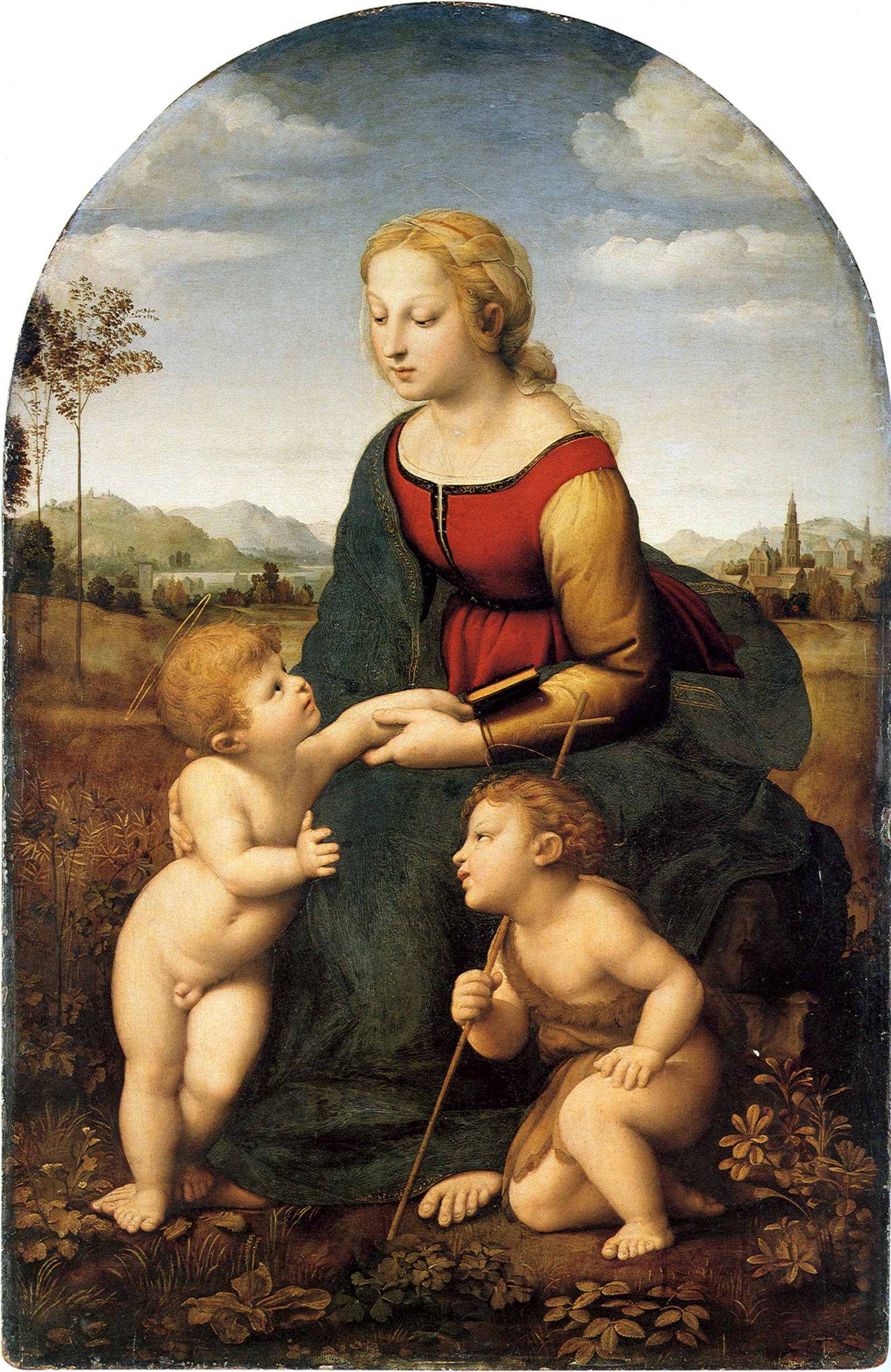
ラファエロ『美しき女庭師』 (1507-1508年、ルーヴル美術館)

## 絵画

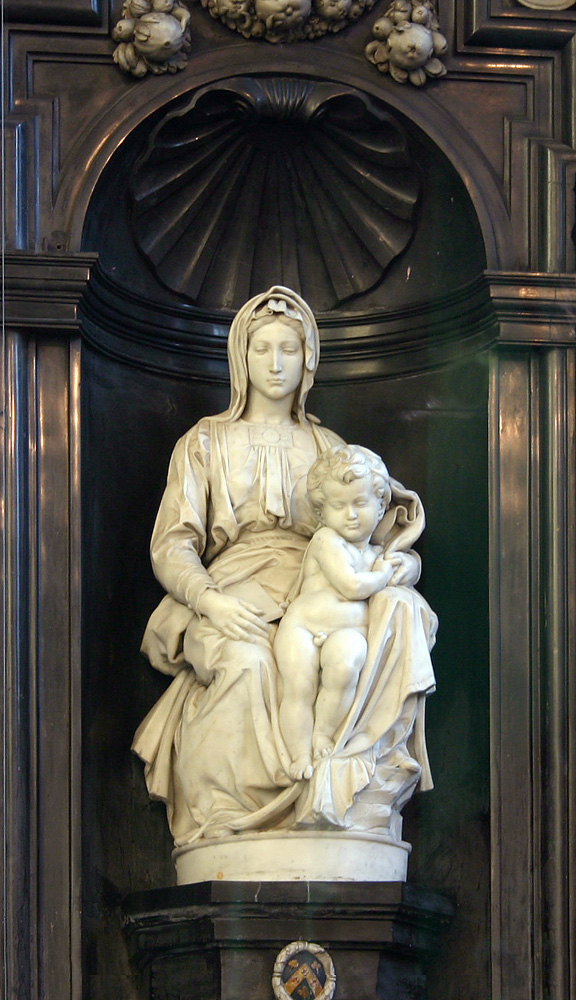
『ブルッヘの聖母』 (ブルッヘ聖母教会)

この絵画では、ラファエロは3人の人物（聖母マリア、イエス・キリスト、洗礼者ヨハネ）を幾何学的なデザインに合わせるように配置した。3人の人物の位置は自然であるが、いっしょにほぼ二等辺三角形を形成している。聖母の膝に挟まれたキリストの構想は、おそらくミケランジェロがフィレンツェ滞在中の1504-1505年に制作した『ブルッヘの聖母』 (ブルッヘ聖母教会) に由来する。
本作の魅力をなす基本は、個々の人物像の美しさである。縮れ髪のヨハネ、ふっくらとしてまるまると肥えたキリスト、金髪の聖母。聖母は、ラファエロの他のさまざまな聖母と同様に、若く美しく表現されている。人物の表情にはレオナルドのスフマート (ぼかし) の技法が駆使され、その穏やかな節度と優しいまなざしは、この時期のラファエロの聖母像のすべてを要約している。
聖母は典型的な赤と青の服を着ている。赤はキリストの情熱を、青は教会を意味するために使用されたからである。ヨハネは手にゴシキヒワを持ってキリストに差し出しているが、ゴシキヒワはキリストの「磔刑」を示唆している。その理由として、鳥の赤い斑点が磔刑の時に生まれたという伝説がある。鳥はキリストの頭上を飛んで、キリストの茨の冠からとげを取ったが、その時キリストの血の滴がかかったのである。イエスがヒワに手を伸ばしているのは、後の「受難」と「贖い」を自ら選択することを暗示している。
聖母の手にある『聖書』には、「知恵の玉座（Sedes Sapientiae）」と読める。この言葉は通常、聖母が玉座に座り、イエスを膝に乗せている画像に適用されるが、この場合、碑文は聖母が座っている岩が彼女の自然の玉座であることを意味している。なお、『聖書』は聖母の信仰と、将来のキリストの「犠牲」の象徴でもある。
背景はラファエロに典型的なものである。 自然の環境は多様であるが、それでもすべてのものが今展開している中心的な主題を静かに縁取っている。マニエリスム期の画家で、『画家・彫刻家・建築家列伝』を著したジョルジョ・ヴァザーリは、「背景に描かれた野原その他の風景もこの上なく美しい」と記述している。ラファエロは、3人の群像をウンブリア地方の木々や小川の見える穏やかな風景の中に置くことによって、ほどよい均衡を生み出し、ミケランジェロの冷ややかな大理石の『ブルッヘの聖母』に温かい肉の色を注ぎ入れている。この風景描写には人物描写同様、スフマート技法が用いられ、地平線は大気の中に溶解している。
この聖母子画は、ラファエロから友人のロレンツォ・ナーシへの結婚式の贈り物であった。 1548年11月17日、ナーシの家は地震で破壊され、絵画は17の断片に割れてしまった。すぐに回収され、急いで復元されたが継ぎ目はかなり目立っていた。2002年、プレシャス・ストーンズ (Precious Stones) という組織のジョージ・ボンサンティ (George Bonsanti) は、パトリツィア・リーターノ (Patrizia Riitano) に修復の仕事を依頼した。その後の6年間の過程で、彼女のチームは絵画の色を劣化させていた長年の汚れを取り除き、はるか昔の地震による被害を修復するため取り組んだ。プロジェクトを開始する前に、彼らはX線、CATスキャン、赤外線リフレクトグラフィー、さらにはレーザーなどのテクノロジーを利用して、作品を可能な限り綿密に調査した。 リーターノは、ラファエロによる原画が最終的に透けて見えるまで、塗り重ねられたり、削除されたりしていた、過去の応急手当の修復層を綿密に調査した。修復は2008年に完了し、絵画はウフィツィ美術館に展示された。
なお、ジョルジョ・ヴァザーリの手による何点かのバージョンでは、別の同様の絵がヴァロンブロサ・バージョンとして説明されているが、それは特定されていない。